# 여의천
여의천(如意川)은 서울특별시 서초구 신원동 청계산에서 발원하여 양재천으로 합류하는 지방하천이며 한강수계에 속하는 지방 2급 하천으로서 양재천의 제1지류이다. 옛 지명은 염곡천(廉谷川)이었으며, 이 지역에서 터전을 잡고 살던 주민들이 ‘안개가 자주 끼는 하천’이라 하여 연내천(煙內川)이라고도 불렀다.
청계산 기슭의 옛골마을(서울시계)에서 시작되어, 청계산원지동, 본마을 앞 개울을 지나 새원에서 유입 되는 지류와, 본말 뒷쪽 개울로 유입되는 내곡동 물이, 신원동을 지나서 구룡산이 감싸고 있는 염곡동을 지나는 천과 합류한 뒤, 경부고속도로 양재 나들목을 지나 잔디마을에서 유입된 물과 합류하고, 양재시민의숲을 지나 양재천 영동1교 전에서 합류하여 흐른다.
1966년 발간된 《한국지명총람》에 염곡교(廉谷橋)라는 다리가 기록되어 있는데, 이 다리는 당시에 여의천의 유일한 다리였다. 여의천의 제방은 1925년 을축년 대홍수 때 유실된 후 1980년 6월에 재축조하였다.

## 등산로
- 서울둘레길 4코스: 구룡산둘레길 입구.
- 서울둘레길 4코스: 여의천 입구.
- 서울둘레길 4코스: 양재시민의숲 입구.

## 같이 보기
- 청계산
- 구룡산
- 염곡동
- 양재시민의숲
- 양재천
- 탄천
- 한강